# Pseudothyridium hirtum
Pseudothyridium hirtum är en skalbaggsart som beskrevs av Kirsch 1870. Pseudothyridium hirtum ingår i släktet Pseudothyridium och familjen Rutelidae. Inga underarter finns listade i Catalogue of Life.